# Гогичаишвили, Николай Иванович
Николай Иванович Гогичаишвили (груз. ნიკოლოზ ივანეს ძე გოგიჩაიშვილი; 7 мая 1903 — 14 апреля 1945) — старшина Рабоче-крестьянской Красной Армии, участник Великой Отечественной войны, Герой Советского Союза (1942).

## Биография
Николай Гогичаишвили родился 7 мая 1903 года в селе Нигвзиани (ныне — Ланчхутский муниципалитет Грузии) в семье крестьянина. Получил начальное образование, работал трактористом в колхозе. В 1941 году Гогичаишвили был призван на службу в Рабоче-крестьянскую Красную Армию. С августа 1942 года — на фронтах Великой Отечественной войны, был стрелком 873-го стрелкового полка 276-й стрелковой дивизии Северной группы войск Закавказского фронта. Отличился во время битвы за Кавказ.
В ходе боя в районе села Новая Саниба Пригородного района Северо-Осетинской АССР в ноябре 1942 года Гогичаишвили первым бросился в атаку и увлёк тем самым за собой всё подразделение. В том бою он лично уничтожил около 15 солдат и офицеров противника.
Указом Президиума Верховного Совета СССР «О присвоении звания Героя Советского Союза начальствующего и рядового состава Красной Армии» от 13 декабря 1942 года за «образцовое выполнение боевых заданий командования на фронте борьбы с немецкими захватчиками и проявленные при этом отвагу и геройство» был удостоен высокого звания Героя Советского Союза с вручением ордена Ленина и медали «Золотая Звезда» за номером 1008.
В боях 1944 года (в апреле и в декабре) ему дважды довелось спасти Боевое Знамя своего полка.
14 апреля 1945 года старшина Николай Гогичаишвили скончался от сердечного приступа в 316-м медико-санитарном батальоне. Похоронен в Парке Вечной Славы Киева.
Был также награждён орденами Отечественной войны 1-й степени, Славы 2-й и 3-й степеней.